# Рыкалин, Владимир Иванович
Влади́мир Ива́нович Рыка́лин (род. 19 марта 1938) — российский физик, доктор физико-математических наук, профессор.

## Биография
Окончил в 1960 году  Московский инженерно-физический институт (с 2009 года — Национальный исследовательский ядерный университет «МИФИ»).
С начала 1960-х гг. работает в Отделении экспериментальной физики Института физики высоких энергий (ИФВЭ), группа сцинтилляционных и фотоэлектронных приборов (№ 15), в настоящее время — главный научный сотрудник.
Соавтор научного открытия: Явление захвата отрицательно заряженных пионов ядрами химически связанного водорода. Ю. Д. Прокошкин, Л. И. Пономарёв, А. Ф. Дунайцев, В. И. Петрухин, В. И. Рыкалин. № 164 с приоритетом от 4 апреля 1962 г.
Доктор физико-математических наук, профессор.
Диссертация: Исследование образования антиядер и поиски новых частиц с помощью время-пролетных спектрометров и детекторов частиц на годоскопических ФЭУ : диссертация … доктора физико-математических наук : 01.04.01. — Серпухов, 1978. — 184 с. : ил.
Золотая медаль имени И. В. Курчатова (1965) в составе коллектива: Юрий Дмитриевич Прокошкин, Валентин Иванович Петрухин, Владимир Иванович Рыкалин, Анатолий Фёдорович Дунайцев — за цикл работ по бета-распаду пи-мезона.
Приказом Федерального агентства по атомной энергии от 11 февраля 2008 года награждён нагрудным знаком «Академик И. В. Курчатов» I степени за следующие достижения:
- разработка и внедрение приборов и установок для проведения экспериментов в области физики высоких энергий: создание прецизионных спектрометров с измерением времени пролёта и их использование в экспериментах;
- разработка позиционно-чувствительного годоскопического фотоумножителя для сцинтилляционных детекторов, создание на их основе спектрометра колец черенковского излучения;
- организация производства в ИФВЭ годоскопических ФЭУ и сцинтилляторов, разработка экструдерной технологии и освоение производства крупногабаритных сцинтилляторов;
- разработка и изготовление сцинтилляторов для оснащения мюонного детектора установки DELPHI (ЦЕРН), мюонных годоскопов и сцинтилляционных пластин для адронных калориметров установок NA12 (ЦЕРН) и ГАМС; 2500 сцинтилляторов для установок СФИНКС, ВЕС, ГИПЕРОН;
- создание быстродействующего фотоумножителя с протяжённым фотокатодом (15×200 мм²), используемого в пучковых счётчиках установки ОКА и счётчиках для регистрации космических мюонов в Германии;
- разработка 20-анодного ФЭУ, предназначенного для сцинтилляционных годоскопов, спектрометров колец черенковского излучения и детектирующих линеек рентгеновских аппаратов и томографов;
- и др.